# Lagezentrum

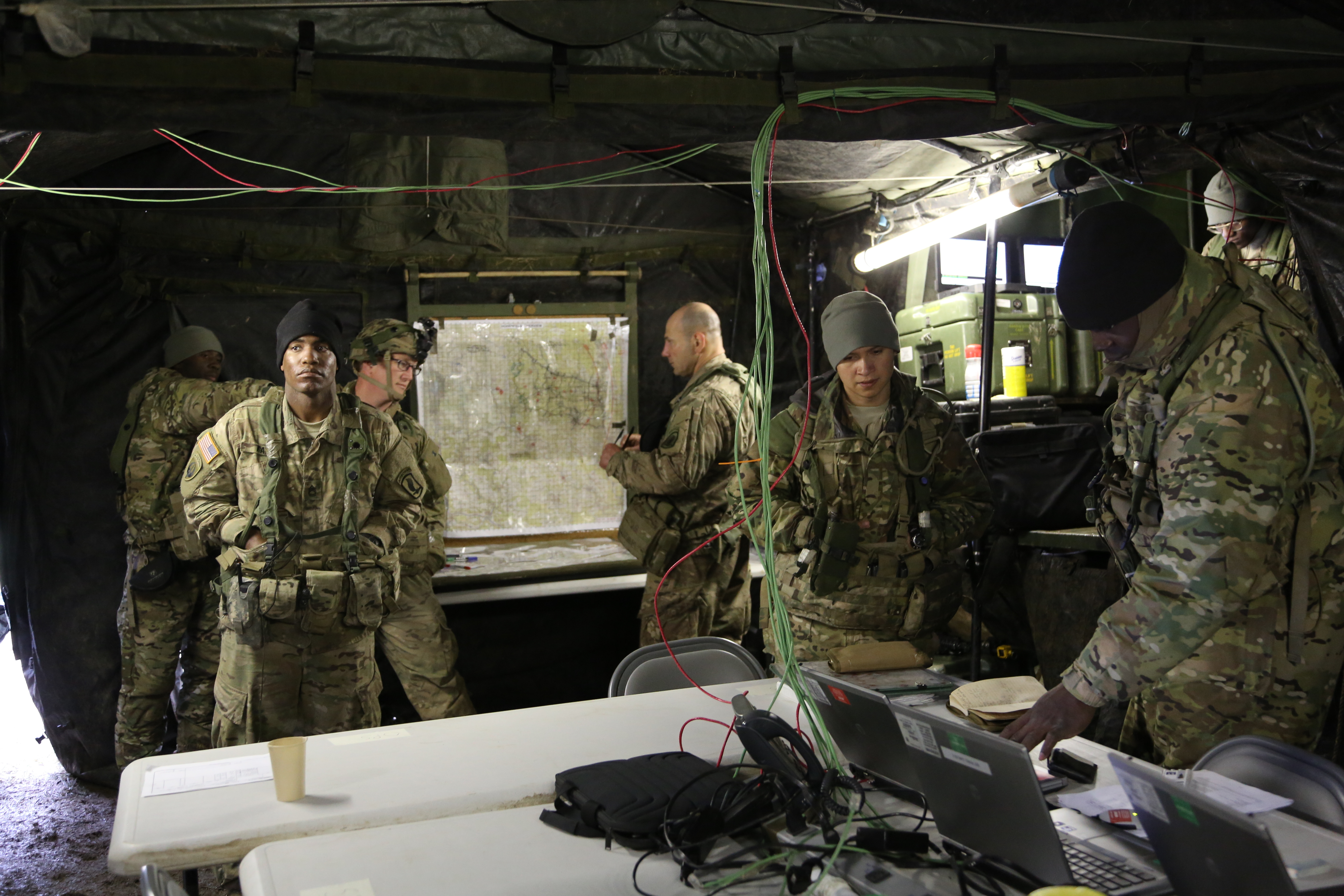
Lagezentrum bei einer US-Armeeübung

Ein Lagezentrum ist eine Organisationseinheit innerhalb einer Behörde oder Einrichtung, die eine bestimmte Lage zentral beobachtet und administriert. Das Lagezentrum sammelt, bündelt und bewertet Informationen wie Lagemeldungen und gibt sie an Führungsgremien weiter. Es hat keine direkte Führungs- oder Leitungsfunktion.

## Beispiele
Das Bundesamt für Bevölkerungsschutz und Katastrophenhilfe (BBK) in Bonn betreibt das Gemeinsame Melde- und Lagezentrum (GMLZ) als Rückgrat der Katastrophenvorsorge und -hilfe des Bundes. In den Bundesländern existieren Lagezentren, die i. d. R. im jeweiligen Innenministerium angesiedelt sind und – je nach Struktur des Landes – untergeordnete Lagezentren der Polizeibehörden. Diese Einrichtungen sind, ebenso wie bei der Bundeswehr, ständig besetzt. Weitere Lagezentren im Katastrophenschutz der Länder können bedarfsbedingt betrieben werden.
Das Deutsche Rote Kreuz verfügt am Sitz seines Generalsekretariats in Berlin über ein Führungs- und Lagezentrum (FÜLZ), welches bei großräumigen DRK-Einsätzen (mehrere beteiligte Landesverbände) oder Auslandseinsätzen koordinierend tätig werden kann. Beispiele hierfür sind die Fußball-Weltmeisterschaft 2006 und die Tsunamihilfe 2004/05. Zusätzlich verfügt der DRK Landesverband Berliner Rotes Kreuz e. V. über ein Lage- und Einsatzzentrum (LEZ), das sowohl zur Führung und Koordinierung von Berliner Einheiten genutzt wird und darüber hinaus als Koordinierungsstelle aller Berliner Hilfsorganisationen bei Schadenslagen, Großschadenslagen und Katastropheneinsätzen im Land Berlin dient. Betrieben wird dieses LEZ durch die Zentralbereitschaft Fernmeldedienste (ZB FmDi).
Das Havariekommando ist ein deutsches Lagezentrum für den Küstenschutz und Havarien in der Nord- und Ostsee.
Das Gemeinsame Lagezentrum See ist eine Kooperationseinrichtung verschiedener Bundesbehörden zur Überwachung der Sicherheitslage auf der deutschen Nord- und Ostsee.
Ein weiteres Lagezentrum befindet sich im Presse- und Informationsamt der Bundesregierung. Seine Aufgabe besteht in der für die Unterrichtung der Bundesregierung gedachten Analyse und Bewertung der Nachrichtenlage im In- und Ausland, wie sie in nationalen und internationalen Medien (Print, digital, Online, Rundfunk) vermittelt wird. 